# 卡梅拉 (摔角手)
莉亞·范·戴爾（英語：Leah Van Dale，1987年10月23日—）是美國職業摔角選手、舞者和模特兒。她以「卡梅拉」（Carmella）為擂台名稱受聘於世界摔角娛樂，並在SmackDown品牌亮相。

## 早期生活
莉亞·范·戴爾於1987年10月23日出生於麻薩諸塞州的斯潘塞。她是前綜合格鬥家和職業摔角選手保羅·范·戴爾（Paul Van Dale）的女兒，他曾在1980年代和1990年代為世界摔角聯盟（WWF，現在稱為WWE）摔角。范·戴爾擁有義大利和荷蘭血統。

## 職業摔角生涯
2013年6月，范·戴爾與WWE簽約，並被分配到佛罗里达州奧蘭多的發展品牌NXT。2014年10月，她與埃索·阿莫瑞和科林·卡薩迪結盟，成為他們的經紀人。
2016年7月，她在SmackDown上亮相，完成生涯在主秀中的首次登場。
2017年6月，卡梅拉成為公事包大戰中首屆女子公事包鐵梯賽的獲勝者。
2018年4月，卡梅拉擊敗夏洛特·福萊爾成功贏得WWE SmackDown女子冠軍時，她成為WWE歷史上第一位成功兌現公事包合約贏得冠軍的女子選手。
在2019年，卡梅拉贏得摔角狂熱女子多人混戰和WWE 24/7冠軍。

## 個人生活
范·戴爾是經過認證的健身教練和私人教練。范·戴爾是職業摔角的終生粉絲，小時候就視伊麗莎白小姐為偶像。
范·戴爾曾與摔角選手威廉·莫里西（William Morrissey）交往，後者較為人所知的名稱是大凱斯。2019年，卡梅拉與同在WWE工作的馬特·皮林斯基（Matthew Polinsky）交往，後者為人所知的名稱是蔻利·格瑞福斯。

## 冠軍經歷及成就
- 職業摔角畫報

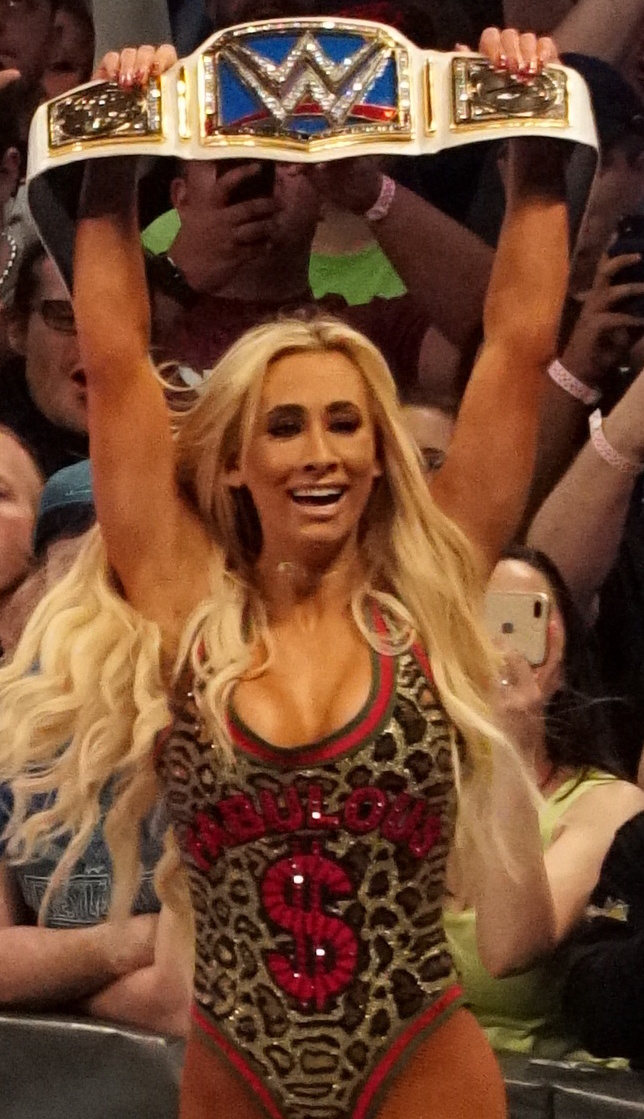
卡梅拉是一次的SmackDown女子冠軍

  - 在2018年前100名女性摔角選手中排名第7名[18]
  - 在2019年前100名女性摔角選手中排名第24名[19]
- 運動畫刊
  - 在2018年前30名女性摔角選手中排名第23名[20]
- 世界摔角娛樂
  - WWE 24/7冠軍（英语：WWE 24/7 Championship）（四次）[21]
  - WWE SmackDown女子冠軍（一次）[22]
  - WWE女子雙打冠軍（一次）– 與佐琳納·維加（英语：Zelina Vega）
  - WWE男女混合挑戰賽（英语：WWE Mixed Match Challenge）（第二季）– 與R-Truth[23]
  - 公事包大戰（2017年）
  - 摔角狂熱女子多人混戰（2019年）

## 外部連結
- 卡梅拉在WWE官方網站的介紹 （页面存档备份，存于）（英文）